# Aplodontia
Aplodontia és un gènere de rosegadors de la família dels aplodòntids, que actualment només conté una espècie vivent, el castor de muntanya. Aquest clade se separà de la resta del grup terminal Rodentia en un punt molt primerenc de l'evolució dels rosegadors, però els seus canvis morfològics i altres adaptacions fan que no se'l pugui considerar un grup primitiu.